# Шоссейный велоспорт
Шоссейный велоспорт — одна из дисциплин велоспорта, подразумевающая гонки по дорогам с твёрдым покрытием на шоссейных велосипедах. Олимпийская дисциплина с 1896 года.
Шоссейный велоспорт относится к летним видам спорта, сезон стартует ранней весной и заканчивается осенью. Наиболее престижные соревнования проходят в период с марта по октябрь.
История шоссейного велоспорта началась в 1868 году, а первая крупная велогонка, «бабушка всех однодневок» — Льеж — Бастонь — Льеж, проводится начиная с 1892 года. Большинство самых известных и престижных в настоящее время гонок появилось в конце XIX — начале XX веков.
Является наиболее популярной и развитой в коммерческом отношении дисциплиной велоспорта. Особенно популярен в Европе (Франция,Испания, Италия, Нидерланды, Бельгия, Чехия, Дания, Швейцария, Германия), где проходят важнейшие шоссейные велогонки: легендарные классические однодневки и Гранд туры. Также популярен в США, Канаде, России, Казахстане и Японии.
Соревнования делятся на групповые гонки и гонки с раздельным стартом. По классификации UCI велогонки делятся на разные категории, имеющие числовые обозначения. С 2009 года гонки высшей категории, подведомственные UCI, входят в ПроТур, а гонки, принадлежащие организаторам гранд туров, составляют серию Монументов велоспорта. По итогам выступлений на всех соревнованиях велосипедисты получают баллы в Рейтинг UCI.

## Специализации гонщиков

### Классик
Специалист классических однодневок, способен преодолевать неровности рельефа и длительное время находиться в отрыве, сохранив при этом достаточно сил на финиш. Может одержать победу на отдельных этапах многодневных гонок, но не обладает достаточной восстанавливаемостью и стабильностью, чтобы бороться за высокие места в генеральной классификации.

### Спринтер
Обладает большой мышечной массой и резким рывком на финише, но выпадает даже на небольших подъёмах. Силовые спринтеры предпочитают мощный раскат своего велосипеда и финиш с колеса разгоняющего, более резкие самостоятельно выбирают позицию в голове пелотона и выигрывают за счёт «взрывного» рывка. Некоторые спринтеры способны неплохо преодолевать горы и финишировать в небольшой подъём.

### Раздельщик
За счёт аэродинамической посадки, правильного педалирования и достаточной мышечной массы, раздельщик обладает хорошим индивидуальным ходом. Он может держаться в горах при ровном темпе, но во время атак, как правило, выпадает. Такие гонщики проводят хорошие смены и могут долгое время находиться на первой позиции в группе, не сменяясь, а также пытаться убежать в одиночку. Но основная их специализация — гонки с раздельным стартом.

### Горняк
Легкий спортсмен, обладающий хорошим рывком в гору. Обычно горняки преодолевают перевалы в рваном ритме, пытаясь сбросить соперников «с колеса», при этом хорошо восстанавливаются в горе. Во время атаки они часто приподнимаются из седла, «танцуя на педалях». Но за счёт небольшой массы тела, их выдувает из группы на равнине при сильном боковом ветре. Горняки также обладают худшим индивидуальным ходом, нежели раздельщики.

### Мастер скоростного спуска
Умеет грамотно проходить технически сложные спуски, за счёт чего может заработать большое преимущество, атакуя под гору. Может уверенно спускаться с незнакомых перевалов и при плохих погодных условиях.

### Универсал
Велогонщик, сочетающий в себе несколько разных специализаций. Если спортсмен не борется за победу в общем зачёте, он может пытаться уходить в отрывы на этапах разного профиля.

### Генеральщик
Гонщик, нацеленный на борьбу в генеральной классификации многодневок. Генеральщиком может быть горняк, хорошо едущий разделку, или раздельщик, умеющий держаться в горах. Для победы в общем зачёте велосипедист должен хорошо восстанавливаться в процессе гонки.

### Грегари
Грегари выполняет работу на капитана команды: возит «на колесе», ловит атаки конкурентов, передаёт воду и питание из технички. Он жертвует своими шансами ради общекомандного успеха. Наличие в команде хороших грегари, способных оказать поддержку в решающие моменты гонки, — один из важнейших факторов для обеспечения победы её капитана.

## Виды шоссейных гонок

### Классическая однодневка
Велогонка, проходящая по классическому маршруту (иногда, с незначительными изменениями) в течение одного соревновательного дня. Большинство таких гонок проходит весной, в начале сезона, и осенью, в его завершении. Сложность однодневок заключается в большой длине дистанции (за 200 км), пересечённом рельефе и трудном для преодоления дорожном покрытии (брусчатка, гравий, или просто разбитая дорога).
Наиболее известные классики:
- Милан — Сан-Ремо
- Тур Фландрии
- Гент — Вевельгем
- Париж — Рубе
- Амстел Голд Рейс
- Флеш Валонь
- Льеж — Бастонь — Льеж
- Классика Сан-Себастьяна
- Джиро ди Ломбардия
- Париж — Тур
- Гран-при Монреаля

### Критериум
Однодневная круговая гонка по очкам, обычно проходящая в пределах города. Наибольшую известность имеют критериумы, проводящиеся после окончания главной велогонки сезона, Тур де Франс, с участием ярко выступивших на ней спортсменов.
Исторически сложилось, что слово критериум присутствует в названии французской многодневки «Критериум Дофине», которая критериумом не является.

### Многодневка
Велогонка, состоящая из этапов, продолжительностью от нескольких дней до более, чем недели. На многодневке разыгрываются победы в общем зачёте и на отдельных этапах, обычно присутствуют и другие классификации. В отличие от однодневных соревнований, гонщики должны распределить свои силы на все этапы.
Наиболее известные многодневки:
- Париж — Ницца
- Критериум Дофине
- Тиррено — Адриатико
- Тур Швейцарии
- Вуэльта Каталонии
- Вуэльта Кастилии и Леона
- Вуэльта Андалусии
- Тур Страны Басков
- Энеко Тур
- Тур Абу Даби

### Гранд тур
Гранд тур — самый престижный вид соревнований в шоссейном велоспорте, победа на нём ценится больше, чем успех на любой другой гонке (включая чемпионат мира и Олимпийские игры).
Представляет собой трехнедельную многодневку, состоящую из 21 этапа различных профилей и двух дней отдыха. Помимо генеральной классификации, разыгрываются горный, спринтерский и командный зачёты, а также некоторые другие, специфичные для данной конкретной гонки. Решающими для общего зачёта становятся «королевские» горные этапы и гонки с раздельным стартом, для финальной победы спортсмен также должен обладать хорошей восстанавливаемостью на протяжении всех трёх недель гонки.
Если гранд тур заканчивается групповым этапом, он становится «этапом дружбы». На таком этапе велосипедисты большую часть времени общаются между собой и ведут гонку в спокойном ритме. Борьба разворачивается только на последних кругах по городу, когда разыгрывается спринтерский финиш. Отрывы на «этапах дружбы» побеждают не часто.
Гранд туров всего три, все они проводятся в середине сезона по дорогам Франции, Италии и Испании:
- Тур де Франс (проводится в июле, с 1903 года)
- Джиро д’Италия (проводится в мае, с 1909 года)
- Вуэльта Испании (проводится в сентябре, с 1935 года; проходила весной до 1995 года)

## Виды этапов многодневок

### Пролог
Короткая гонка с раздельным стартом (как правило, до 10 км) перед первым этапом многодневки. Из-за очень короткой дистанции, на прологе нельзя добиться большого преимущества в общем зачёте. Победа, как правило, достается не раздельщику, а специалисту именно этого вида дисциплин. Существуют как индивидуальные, так и командные прологи.

### Гонка на время с раздельным стартом
ITT (англ. Individual time trial) — гонка, в которой участники стартуют поодиночке, через определённые промежутки времени. На таких этапах обычно используются специальные разделочные велосипеды и другие предметы экипировки, обладающие лучшей аэродинамикой. В случае, если велосипедист накатит стартовавшего перед ним участника, правилами запрещено объединяться в группу и «сидеть на колесе».
Помимо обычных гонок с раздельным стартом, существует также разделка в гору. На таких этапах используются велосипеды для групповых гонок, а шансы на победу имеют раздельщики с хорошим горным ходом.
Как равнинные, так и горные разделки обычно являются решающими этапами за борьбу в генеральной классификации.

### Командная гонка на время с раздельным стартом
TTT (англ. Team time trial) — гонка с раздельным стартом, в которой команды выступают полными составами. На гранд турах итоговое время всех участников команды начисляется по пятому финишировавшему гонщику, выпавшие в отвал велосипедисты получают дополнительное отставание. Победу на таком этапе может одержать хорошо скатанная команда, имеющая в своём составе несколько специалистов гонок с раздельным стартом.

### Спринтерский этап
Этап включает в себя минимум неровностей рельефа, за счёт чего пелотон может с легкостью накатить отрыв и удерживать большую скорость на последних километрах дистанции, чтобы никто не мог атаковать вторым темпом. Практически все такие этапы заканчиваются групповым спринтом, шансы отрыву могут дать плохие погодные условия, или же крупный завал в пелотоне.
В случае сильного бокового ветра, команды, борющиеся за высокие места в генеральной классификации могут попытаться увеличить темп, за счёт чего группа разорвется на несколько эшелонов. Оказавшиеся в отвале гонщики рискуют заработать большое отставание в общем зачёте. Спринтерские команды также используют эшелоны, чтобы отрезать своих конкурентов от розыгрыша этапа.

### Пересечённый этап
Профиль этапа содержит множество некатегорийных подъёмов и пригорков низших категорий, тем самым напоминая Арденские классики. Отрыв на таком этапе имеет большие шансы на успех, но сохраняется также возможность спринта из общей группы. Если отрыв доезжает, победа обычно достается специалисту классических однодневок.

### Горный этап
Содержит один, или несколько подъёмов высоких категорий, и может заканчиваться финишем в гору, со спуска, или в долине. На таком профиле сложно заработать большое преимущество в общем зачёте. Если этап финиширует в долине, выпавшие гонщики имеют возможность накатить группу на спуске, вернуться в пелотон могут даже некоторые спринтеры. Победу на этапе обычно разыгрывают гонщики из отрыва.

### «Королевский» горный этап
«Королевские» горные этапы включают в себя большое число подъёмов первой и высшей категории сложности. Они обязательно заканчиваются финишем в гору, или сразу после технически сложного спуска. Как правило, такие этапы становятся решающими в генеральной классификации, а также в зачёте лучшего горного гонщика.
На последних подъёмах пелотон сильно просеивается, впереди остается только группа фаворитов общего зачёта и сильных горняков, большинство уехавших в отрыв гонщиков догоняют. Разрывы между участниками на финише бывают очень большими, и едущие в дальних отвалах велосипедисты рискуют не вписаться в лимит времени.
Победа на таком этапе считается одним из главных достижений в карьере любого гонщика.

## Команды
Большинство профессиональных шоссейных команд имеет коммерческих спонсоров. Названия команд, как правило, включают названия своих титульных спонсоров. Большая часть команд, выступающих на высоком уровне, имеют в той, или иной степени интернациональные составы. Кроме того, команда может иметь лицензию одной страны и спонсироваться компанией, базирующейся в другой стране.
Согласно классификации UCI, профессиональные команды делятся на команды ПроТура и континентальных дивизионов. Команды ПроТура автоматически получают возможность выступать в гонках этой категории, а континентальные могут получить приглашение от организаторов и ехать по вайлд-кард (англ. wild card), количество которых ограничено.
Помимо гонщиков и спортивных директоров, в состав команды входит обслуживающий персонал: механики, массажисты, доктора. Во время гонки спортсменов сопровождает несколько машин технической помощи, а для трансферов между этапами используется командный автобус. Тренировочные базы большинства команд находятся в Европе.
Из российских команд, до 2019 года лицензию ПроТура имела только Катюша. Она создана на основе континентальной Tinkoff Credit Systems, принадлежавшей российскому предпринимателю Олегу Тинькову.
В отличие от других гонок, на чемпионате мира и Олимпийских играх в качестве команд выступают национальные сборные.

## Призовые майки
В качестве трофеев в велосипедном спорте используются призовые майки.
Майки разыгрываются в различных классификациях многодневок, промежуточные лидеры которых награждаются после каждого этапа. Если гонщик владеет несколькими майками одновременно, на следующем этапе он наденет майку, имеющую больший приоритет. А остальные достанутся спортсменам, занимающим следующие за ним места в соответствующих классификациях. Лидеры некоторых номинаций вместо маек награждаются номерами, оформленными особым образом.
Победитель чемпионата мира получает майку с радужными полосками, которую может носить на всех гонках вплоть до следующего чемпионата. Но чемпион мира в групповой гонке может носить майку только на групповых этапах, а в раздельном старте — только на разделках. Аналогично ситуация обстоит и с майками национальных чемпионов, которые оформляются в цвета национального флага.
Призовые майки в порядке уменьшения приоритета:
- майка лидера генеральной классификации
- майка лучшего спринтера
- майка горного короля
- майка лучшего молодого гонщика
- майка чемпиона мира
- майка национального чемпиона

Как правило, под цвет призовой майки раскрашивается велосипед и вся экипировка гонщика. Особенно, если он собирается довезти эту майку до конца гонки, или удерживать её в течение длительного времени.

## Тактика

### Работа в группе

#### Основная группа
Основная группа — самое большое формирование велосипедистов на дистанции гонки. В глубине пелотона спортсмены хорошо закрыты от ветра, за счёт чего достигается экономия свыше 40 % энергии. Но находясь на такой позиции, гонщики имеют большую вероятность попасть в завал, или оказаться в отвале, в случае разрыва группы. Поэтому, фавориты генеральной классификации стараются держаться в голове пелотона, в окружении своих грегари.
Впереди группы идет работа сменами. Может быть организована как быстрая вертушка, позволяющая значительно увеличить скорость, так и работа длинными сменами, которая менее затратна. Как правило, группу тащит за собой команда лидера общего зачёта, которая пытается не отпустить отрыв слишком далеко, а на равнинных этапах к преследованию подключаются спринтерские команды, заинтересованные в победе на этапе.
Команды, гонщики которых находятся в отрыве, не участвуют в преследовании. Они даже могут попытаться дезорганизовать работу сменами, отсылая своих велосипедистов в голову группы.
Во время розыгрыша спринтерского финиша, спринтерские команды стараются держать максимально возможную скорость, чтобы никто не смог уйти в отрыв на последних километрах дистанции. Некоторые из них также выстраивают поезда для раската своих спринтеров на финиш.

#### Отрыв
Группа велосипедистов, отъехавших вперед по дистанции гонки от пелотона. В отрыв ездят с разными целями: побороться за победу на этапе, заработать звание самого агрессивного гонщика, собрать очки на промежуточных финишах, или же просто выполнить обязательства перед спонсором, напомнив о существовании своей команды. За счёт небольшого числа участников, отрыв обладает лучшей маневренностью, и в нём легче организовать работу сменами. Но велосипедисты в отрыве тратят больше сил и заметно устают к концу этапа.
Гонщики команд, незаинтересованных в доезде отрыва, работают там «полицейскими», не принимая участия в сменах.
Если отрыв доезжает, не обладающие спринтерским рывком гонщики пытаются разорвать группу и убежать от соперников в одиночку. Чем большее преимущество отрыв имеет над преследователями, тем раньше его участники могут закончить слаженную работу и начать разыгрывать финиш этапа.
Гонщик, претендующий на высокие места в какой-либо классификации, может договориться с одним из спортсменов, чтобы объединить усилия в отрыве. В таком случае один из велосипедистов заработает преимущество в интересующем его зачёте, а второму достанется победа на этапе.

#### Отвал
Группа гонщиков, по тем, или иным причинам отставшая от пелотона. Оказавшиеся в отвале велосипедисты стремятся как можно скорее вернуться в основную группу. Работа в небольших отвалах организуется по принципу отрыва, а в многочисленных — как в основной группе.
Если в отвал попадает один из лидеров команды, за ним опускается несколько грегари, чтобы подтащить гонщика к пелотону.

#### Групетто
Групетто (итал. grupetto) — отвал на горном этапе, заинтересованный в прохождении трассы гонки в спокойном ритме. Гонщики, находящиеся в групетто не стремятся вернуться в основную группу, их единственной целью является попадание в лимит времени. Как правило, в такие отвалы собираются спринтеры, а также травмированные спортсмены, не способные преодолевать горы в высоком темпе.

### Классификации многодневок

#### Генеральная классификация
Гонщики, борющиеся за победу в генеральной классификации, а также в зачёте лучшего молодого гонщика, должны экономить силы и беречься от падений на равнинных и пересечённых этапах. На дистанции с простым профилем их не отпустят в отрыв конкуренты, поэтому решающими для общего зачёта становятся «королевские» горные этапы, где лидеры гонки остаются один на один со своими главными соперниками, и гонки с раздельным стартом.
Горняки стараются атаковать в подъём, а раздельщики проходят горы от обороны. Они стараются не проиграть много на горных этапах и наверстать упущенное в разделках. Добиться заметного преимущества можно также на технически сложных спусках с перевалов, и в случае образования эшелонов на равнине.
На некоторых многодневках за первые три места на этапе начисляется временная бонификация, увеличивающая отрыв, или сокращающая отставание гонщика в общем зачёте.

#### Спринтерский зачёт
Очки в спринтерский зачёт дают промежуточные финиши и основной финиш этапа. На равнинных этапах большинство промежутков разыгрывают гонщики из отрыва, поэтому решающими, как правило, становятся основные финиши. Чем больше профиль этапа подходит для спринтеров, тем большее число очков разыгрывается на его финише.
На горных этапах большая часть спринтеров собирается в групетто, а спринтеры, умеющие терпеть в горе, могут попытаться уйти в отрыв. Они собирают промежуточные премии, расположенные в долинах, недоступные для своих конкурентов.
В отличие от горных премий, за все спринтерские промежутки дается одинаковое число очков. На некоторых многодневках основные финиши также дают равное количество баллов в спринтерскую номинацию, вне зависимости от профиля этапа.

#### Звание «горного короля»
В борьбе за звание «горного короля», гонщики набирают очки на вершинах перевалов разной сложности. Решающими в классификации становятся вершины первой и высшей категории, за которые дается наибольшее число баллов. Для этого велосипедисты стараются уходить в отрывы на горных этапах, а когда им это не удается — атаковать на вершине горы из основной группы, чтобы собрать оставшиеся очки.
Если гонщик, нацеленный на победу в этой классификации, не может вступить в борьбу на данном перевале, его товарищи по команде стараются финишировать первыми и отобрать очки у его конкурентов. В случае, когда горняков в конце гонки разделяет небольшое число баллов, они также могут уезжать в отрывы на пересечённых этапах и атаковать на пригорках низших категорий.
На некоторых многодневках баллы за прохождение последней горы этапа удваиваются.

#### Звание самого агрессивного гонщика
Звание самого агрессивного гонщика получает спортсмен, который больше всех остальных пытался уезжать в отрывы. В зависимости от конкретной гонки, учитывается число отрывов, в которых поучаствовал гонщик, или общее количество времени, проведённое им перед основной группой. На некоторых гонках учитывается вклад гонщика в работу по формированию и сохранению отрыва. В случае победы отрыва, звание может быть передано первому из проигравших, в качестве утешительного приза.
Для победы в этой номинации по итогам всей гонки, велосипедист должен уходить в как можно большее число отрывов на этапах разного профиля, а также стараться становиться самым агрессивным гонщиком по итогам этих этапов.

#### Командный зачёт
Лидерство в командном зачёте получает команда, гонщики которой заняли большее число высоких мест на этапе. На некоторых многодневках существует также зачёт команд, учитывающий положение в генеральной классификации. Для победы в этой номинации все гонщики команды должны иметь одинаково хороший уровень подготовки и стараться заработать как можно большее число первых мест.